# Circoscrizione germanofona
La Circoscrizione germanofona è una delle tre circoscrizioni elettorali del Belgio, per l'elezione del Parlamento europeo. Attualmente, elegge un solo europarlamentare con il sistema secondo il quale chi ottiene più voti, ottiene il seggio.
La circoscrizione germanofona è la più piccola circoscrizione elettorale del Parlamento europeo, con un elettorato (aggiornato alle elezioni del 2004) di soli 46.914 persone. Dato che il collegio germanofono elegge un solo eurodeputato, il vincitore è colui che ottiene il maggior numero di preferenze all'interno della circoscrizione; questo fatto rende il collegio germanofono una delle due circoscrizioni europee senza rappresentanza proporzionale, insieme alla circoscrizione Cuiavia-Pomerania in Polonia.

## Estensione
Il collegio corrisponde alla comunità germanofona del Belgio.

## Eurodeputato
- 1994-2014: Mathieu Grosch, Partito Cristiano Sociale
- dal 2014: Pascal Arimont, Partito Cristiano Sociale